# Kurzeniec
Kurzeniec (biał. Куранец; ros. Куренец) – agromiasteczko na Białorusi, w obwodzie mińskim, w rejonie wilejskim. W 2009 roku liczyła 962 mieszkańców. Leży nad rzeką Piełłą (do 1939 r. Ropką). Znajduje się 7 km na północny wschód od Wilejki, przy drodze R29 Wilejka–Dokszyce. 200 m od centrum znajduje się stacja kolejowa.
Siedziba parafii prawosławnej (pw. Narodzenia Matki Bożej) i rzymskokatolickiej (pw. Najświętszej Maryi Panny Matki Kościoła).

## Historia
Pierwsza wzmianka o Kurzeńcu pochodzi z 1355 r. W 1539 r. wzniesiono cerkiew, a w 1665 r. kościół. Miejscowość otrzymała wówczas prawa miejskie. Na przestrzeni lat miejscowością władali m.in. Andrzej Rimowidowicz, Jan Jurjewicz Zabrzeziński, Wojnowie, Jan Litawor Chreptowicz, Zofia Sawaniewska, Józef Römer
W wyniku II rozbioru Polski w 1793 r. Kurzeniec znalazł się w granicach Imperium rosyjskiego, stał się centrum wołotsu powiatu wilejskiego w guberni wileńskiej. Status miejscowości obniżono do miasteczka. W XIX w. w Kurzeńcu odbywały się duże kiermasze. W 1866 r. w miasteczku było 208 domów. Na pocz. XX w. były tu dwie cerkwie oraz szkoła przy prawosławnej parafii.
W dwudziestoleciu międzywojennym miejscowość leżała w Rzeczypospolitej Polskiej, była centrum gminy Kurzeniec, powiatu wilejskiego w województwie wileńskim. 
Według Powszechnego Spisu Ludności z 1921 roku zamieszkiwało tu 1629 osób, 127 było wyznania rzymskokatolickiego, 360 prawosławnego, 1131 mojżeszowego a 11 mahometańskiego. Jednocześnie 450 mieszkańców zadeklarowało polską, 343 białoruską, 827 żydowską a 9 rosyjską przynależność narodową. Były tu 272 budynki mieszkalne. W 1931 w 301 domach zamieszkiwało 1765 osób.
Po agresji ZSRR na Polskę Kurzeniec wszedł w skład BSRR, od 15 stycznia 1940 był centrum rejonu kurzenieckiego (od 1946 r. w rej. wilejskim). 12 października 1940 r. miejscowość otrzymała status osiedla typu miejskiego. Od 25 czerwca 1941 r. do 2 lipca 1944 r. Kurzeniec znajdował się pod okupacją niemiecką. 16 lipca 1954 r. status miejscowości obniżono do wioski. W 1972 r. było tu 446 domów, w 1997 r. – 493. W latach 2000 Kurzeniec otrzymał status agromiasteczka.
W czasie okupacji niemieckiej mieszkająca w Kurzeńcu rodzina Szwajkajzer udzieliła pomocy Zojce i Czesławie Czereśni z d. Czertok. W 1983 roku Instytut Jad Waszem podjął decyzję o przyznaniu Stefanowi, Zbigniewowi, Teofili, Wandzie Szwajkajzer oraz Ewie Ligii Zdanowicz z d. Szwajkajzer tytułu Sprawiedliwych wśród Narodów Świata

## Zabytki
- Cerkiew prawosławna pw. Narodzenia Matki Bożej (1870), parafialna
- Homsin Kamień Kurzeniecki, pomnik przyrody
- Mogiły powstańców styczniowych i polskich żołnierzy poległych podczas wojny polsko-bolszewickiej (odnowione w 2019 r.)[8]
- Mogiła ofiar Holokaustu
- Cmentarz żydowski
- Mogiła 234[9] żołnierzy Armii Czerwonej i partyzantów radzieckich poległych podczas II wojny światowej

## Parafia rzymskokatolicka
Parafia Najświętszej Maryi Panny Matki Kościoła w Kurzeńcu leży w dekanacie wilejskim archidiecezji mińsko-mohylewskiej. Parafia powstała w XVI bądź XVII w. Kościół po odbudowie w 1810 i przebudowie w 1928 r., został zamknięty w latach 40. XX w., a później zniszczony. W 2010 r. parafię reaktywowano, a w 2016 r. przerobiono kaplicę z budynku dawnego kołchozowego kantoru, wybudowanego na fundamentach zrujnowanego kościoła.   

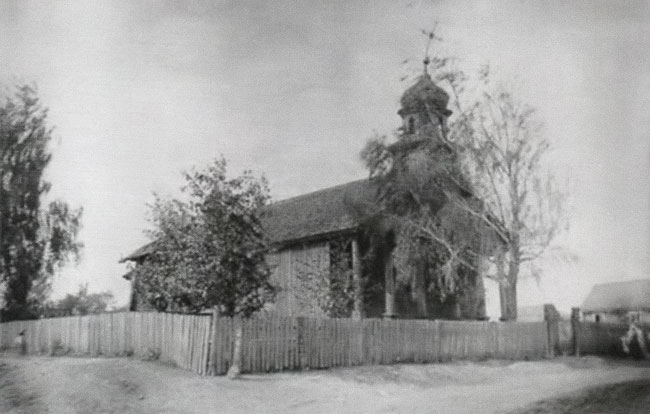
Kościół około 1900 r.
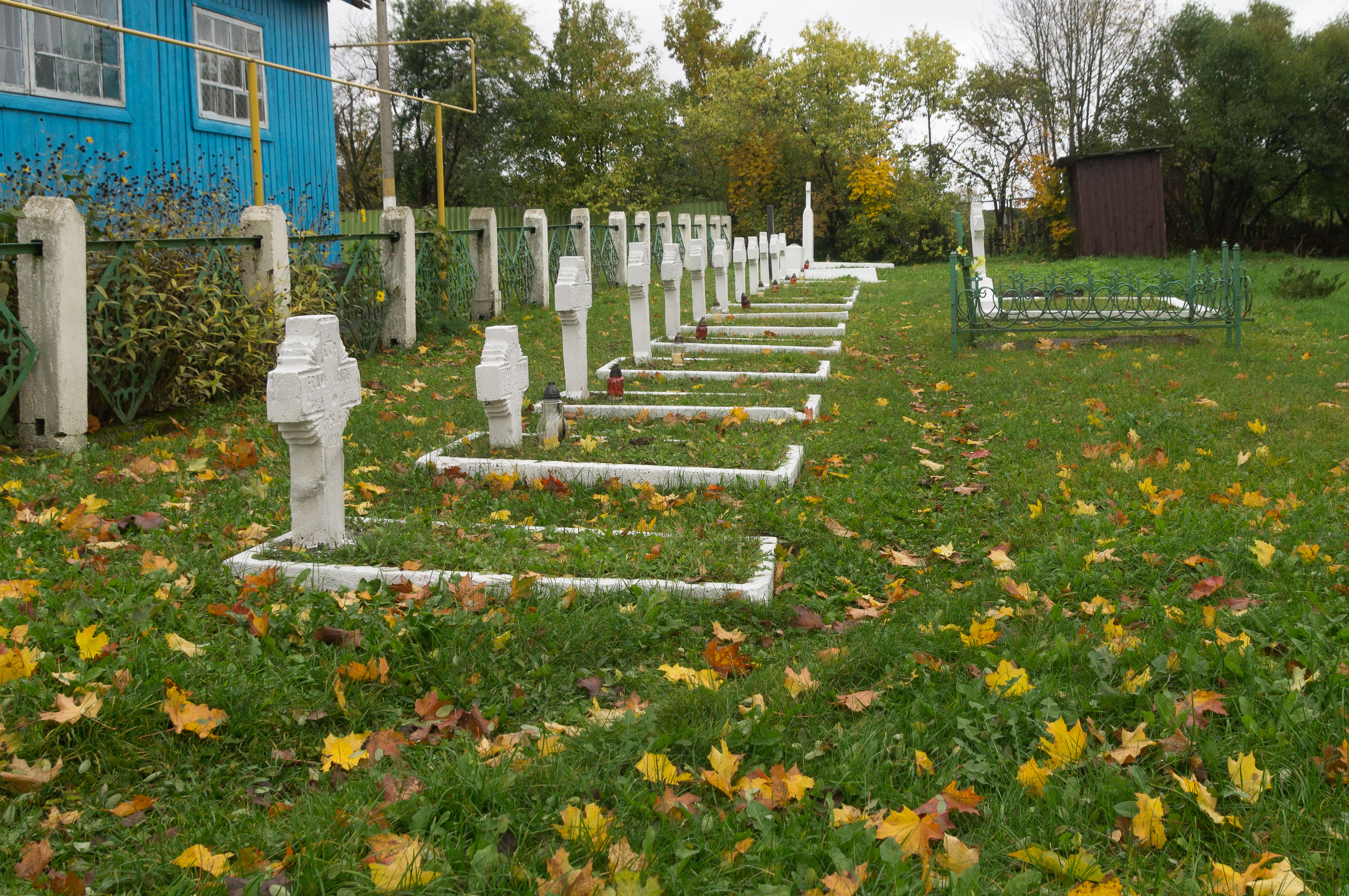
Mogiły powstańców styczniowych
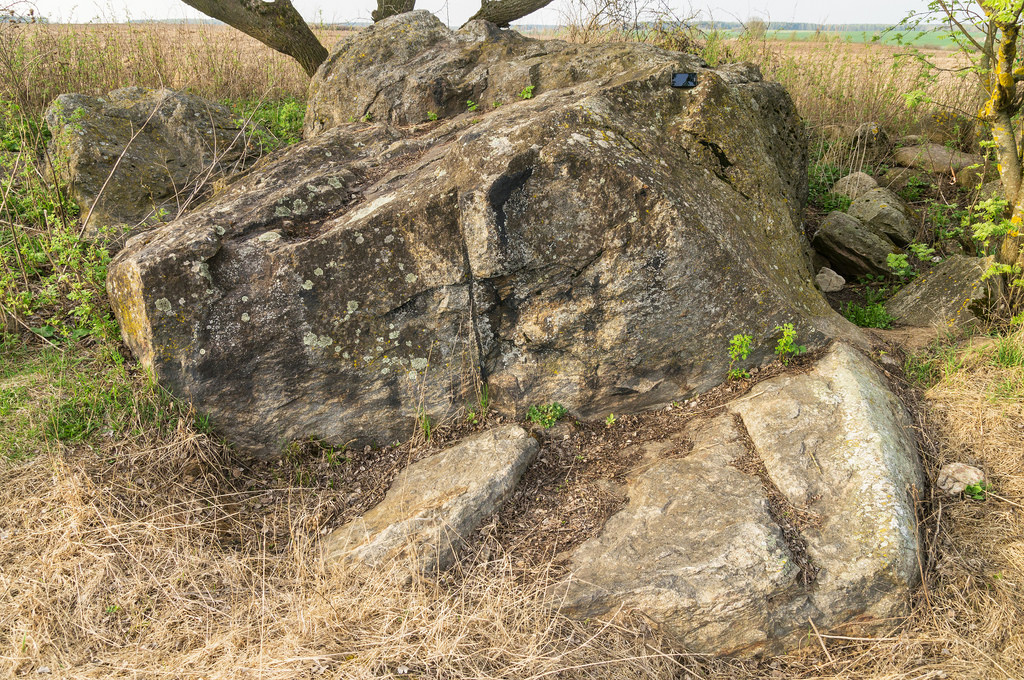
Homsin kamień
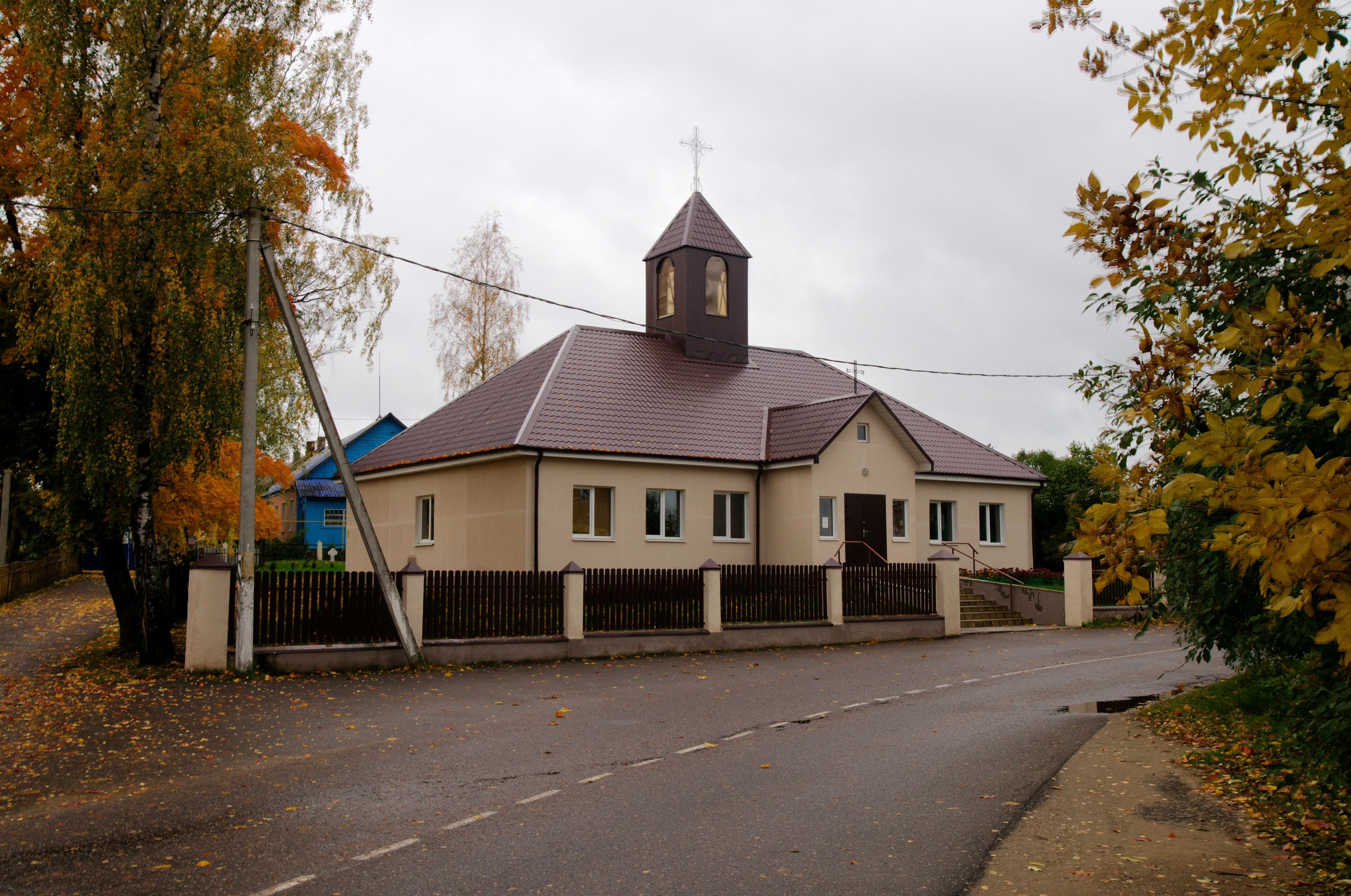
Kościół NMP

## Transport
Znajduje tu się przystanek kolejowy Kurzeniec, położony na linii Połock - Mołodeczno. Przez Kurzeniec przebiega droga republikańska R29.